# Gampong Teungoh (Trumon)
Gampong Teungoh is een bestuurslaag in het regentschap Aceh Selatan van de provincie Atjeh, Indonesië. Gampong Teungoh telt 178 inwoners (volkstelling 2010).